# عثمان صبري
عثمان صبري (بالكردية: أوصمان صبري Osman Sebrî)، كاتب وشاعر تركي من أصل كردي، ولد عام 1905م في قرية نارينجي (كاهاتا) التي كانت تُعد آنذاك من إحدى مقاطعات الدولة العثمانية، والآن سُميت بمحافظة أديامان في الجمهورية التركية الحديثة، توفي في 11 أكتوبر 1993 في دمشق، سوريا.

## حياته
كان صبري شاعرًا وكاتبًا وصحفيًا كرديًا، حيث أنه شارك هو وعائلته في الثورة التي قادها الشيخ سعيد، ونتيجة لذلك تم سجنه في دنيزلي عام 1928، وبعد إطلاق سراحه انتقل إلى سوريا ثم العراق في عام 1929م. بينما كان في سوريا، تعرف على العديد من المثقفين الكرد مثل: جلادت بدرخان، جگرخوين، تيريج وقدري جان. بعد تأسيس جمهورية أرارات أثناء ثورة آرارات، حاول الانضمام إلى الثورة، لكن السلطات البريطانية سجنته مرة أخرى في الموصل وبغداد. على الرغم من إطلاق سراحه في عام 1935، أجبره البريطانيون على الخروج إلى المنفى في مدغشقر بعد عام واحد من إطلاق سراحه وذلك في عام 1936. ذهب إلى لبنان عام 1937، وشارك في حزب خويبون الكردي (Xoybûn) وفي حملة المنشورات الكردية في بيروت. كما شارك في تأسيس الحزب الديمقراطي الكردي السوري عام 1957 وأنتخب كأمين عام للحزب حينها. وبسبب أنشطته القومية، تم اعتقاله وسجنه عدة مرات حتى عام 1972.

## أعماله
نشر صبري العديد من المقالات في مجلات كردية مختلفة، مثل هوار (1932)، و روناهي (1943)، و روجانو (1943)، و هيفيا ولات (في أوروبا، 1963)، و جيا (في أوروبا، 1966)، و هيفي (باريس، 1983)، وبَربانج (في السويد، 1983)، و روجانو (في السويد، 1979).
كما نشر كتابًا عن الأبجدية الكردية اللاتينية في عام 1954 في سوريا.

## كتبه
1. Apo, “Gotinên xav nepijîn bê tav”, ألمانيا، 1981.
2. Elîfbêya Tikuz, 1982.
3. Çar Leheng, Syira, 40 pp., 1984.
4. Bahoz û çend nivîsarên din, 68 pp., 1956.
5. Elîfbeya Kurdî, 56 pp., Syria, 1955.
6. Derdên me (gotar û helbest)
7. Dîwana Osman Sebrî (Collection of Poems), 215 pp., Stockholm, 1998.
8. Bîranînên Osman Sebrî (Memoirs), 2003.